# Rhododendron 'Lee's Dark Purple'
Lee's Dark Purple er en sort af rododendron, som er en kraftigt voksende busk med en bredt opret, etagedelt og åben vækst. Sorten er en hybrid, hvor en Catawba-Rododendron-hybrid formentlig er krydset med Rhododendron maximum. 'Lee's Dark Purple' kendes på de lyst lavendelblå blomster.

## Beskrivelse
Bladene er stedsegrønne, elliptiske og let vredne. Oversiden er meget mørkt grøn, blank og let hvælvet, mens undersiden er mat lysegrøn. Blomstringen sker ved slutningen af maj til midt i juni, hvor busken bærer åbne stande med 10-15 store, mørkviolette blomster, der hver har en gullig svælgtegning. Frugterne er tørre, opsprækkende kapsler.
Rodnettet er meget tæt forgrenet med filtede finrødder. Planten er afhængig af at få etableret en symbiose med mykorrhiza-svampe.
Højde x bredde og årlig tilvækst: 2,50 x 3,00 m (10 x 15 cm/år).

## Anvendelse
Sorten er temmelig hårdfør, så den kan bruges i ethvert surbundsbed.